# Leónidas Lamborghini
Leónidas Lamborghini (Buenos Aires, 10 de enero de 1927-Buenos Aires, 13 de noviembre de 2009) fue un poeta, escritor y dramaturgo argentino, hermano del también escritor Osvaldo Lamborghini.

## Biografía
Nació en el barrio porteño de Villa del Parque el 10 de enero de 1927. Comenzó sus estudios universitarios en 1946, en la Facultad de Agronomía de la Universidad de Buenos Aires, que abandonó para dedicarse a trabajar en la industria textil (como tejedor y encargado de telares). A partir de 1955, se dedicó al periodismo, siendo redactor del diario Critica, y a la poesía de manera completa. Lamborghini debuta con El saboteador arrepentido, publicado en forma de "plaquette", bajo el sello El Peligro Amarillo, dirigido por Luis Alberto Murray, en 1955. Ese mismo año se instauraba la dictadura autodenominada Revolución Libertadora, iniciando un largo ciclo de proscripción y martirio para Lamborghini quién se asume desde su obra una política de la Resistencia.
Fue redactor del diario Crítica escribió entre otras obras Al público (1957) y Las patas en las fuentes (1965). Durante un breve lapso de tiempo fue también integrante de la Secretaría de Cultura del Gobierno de la Provincia de Buenos Aires durante el gobierno de Héctor Cámpora. Entre 1977 y 1990 vivió exiliado con su familia en México residiendo en la Ciudad de México hasta 1990.
Murió en Buenos Aires el 13 de noviembre de 2009.

### Poesía
- Saboteador arrepentido, El peligro amarillo, 1955.
- Al público, ediciones poesía Buenos Aires, colección Sentimiento del mundo, n.° 12, 1957.
- Al público, diálogos 1.° y 2.°, New Books editions, 1960.
- Las patas en las fuentes, Perspectivas, 1965 y 1966. Sudestada, 1968.
- La estatua de la libertad, Alba ediciones, 1967.
- Coplas del Che, A.R.P., 1967.
- La canción de Buenos Aires, Responso para porteños, Tango-Blues, ediciones Ciudad, 1968.
- Llamado desde Vietnam, 1968.
- El solicitante descolocado, ediciones de la Flor, 1971. Ediciones Libros de Tierra Firme, 1989.
- Partitas, ediciones Corregidor, 1972. Selección en Colección Bicentenario, Biblioteca Nacional, 2008, ISBN 978-987-9350-43-0.
- El riseñor, ediciones Marano-Barramedi, 1975. Reeditado por Editores Argentinos hnos., 2012.
- Episodios, ediciones Tierra Baldía, 1980. Versión informática Biblioteca Scribd y Google Site, Libros Libres, Raúl Berea Núñez editor, México D.F., 2009.
- Circus (México 1977-1983), ediciones Libros de Tierra Firme, 1986.
- Verme y 11 reescrituras de Discépolo (México), Sudamericana, 1988, ISBN 950-07-0494-3.
- Odiseo confinado (México-Buenos Aires 1989-1991), con grabados de Blas Castagna, ediciones Van Riel, 1992, ISBN 978-987-99087-0-9. En rústica, Adriana Hidalgo editora, 2005, ISBN 987-1156-22-7.
- Tragedias y parodias I (México 1977-1990), ediciones Libros de Tierra Firme, 1994, ISBN 950-9551-11-2.
- Comedieta (de la globalización y el arte del bufón), ediciones Estanislao, 1995. Selección, Eloísa Cartonera, 2003 y 2010.
- Las Reescrituras, ediciones del Dock, 1996, ISBN 987-9061-11-X. Reeditado por ediciones Stanton, 2011.
- Perón en Caracas, Folios ediciones, 1999.
- El jardín de los poetas (México 1977-1990), Adriana Hidalgo editora, 1999, ISBN 987-9396-02-2.
- Personaje en penehouse y otros grotescos, ediciones del Dock, 1999, ISBN 987-9061-53-5.
- Carroña última forma, Adriana Hidalgo editora, 2001, ISBN 987-9396-63-4.
- Mirad hacia Domsaar, Paradiso ediciones, 2003, ISBN 987-9409-29-9.
- La risa canalla (o la moral del bufón), Paradiso ediciones, 2004, ISBN 987-9409-43-4.
- Encontrados en la basura, Paradiso ediciones, 2006, ISBN 987-9409-65-5, ISBN 978-987-9409-65-7.
- El jugador, el juego, Adriana Hidalgo editora, 2007, ISBN 978-987-1156-61-0.
- El solicitante descolocado, poema en cuatro tiempos, Paradiso ediciones, 2008, ISBN 978-987-9409-85-5.
- Siguiendo al conejo, Following the rabbit, Paradiso ediciones, 2010, ISBN 978-987-1598-14-4.
- Últimos días de Sexton y Blake, con ilustraciones de Adriana Yoel, Paradiso ediciones, 2011, ISBN 978-987-1598-28-1.
- El genio de nuestra raza, Las reescrituras de Leónidas Lamborghini, ediciones Stanton, 2011, ISBN 978-987-24036-9-0. Reedición de Las reescrituras (del Dock, 1996), incluye una segunda versión de los poemas "Las dos orillas" y "Eva Perón en la hoguera" + "Martes 18 de noviembre de 1947", traducción del poema homónimo de Antonin Artaud publicada en Suplemento Primer Plano del diario Página 12 el 16 de mayo de 1995 + "Dos reescrituras", dos poemas que reescriben dos versiones de "Night and death" de José María Blanco White, publicados en Diario de Poesía, n.° 57, otoño 1998.
- El ruiseñor, Editores Argentinos hnos., 2012, ISBN 978-987-27895-0-3. Reedición de El ruiseñor (ediciones Marano-Barramedi, 1975). Incluye partitura “El ruiseñor”, obra para coro mixto a capella, de Julio Martín Viera.
- El macró del amor, Paradiso ediciones, 2012, ISBN 978-987-1598-49-6.

### Novela
- Un amor como pocos, Alfaguara, 1993, ISBN 950-511-145-2. Reeditado por Editores Argentinos hnos, 2014. ISBN 978-987-288-8367
- La experiencia de la vida (novela en tres relatos), ediciones LeoS, 1996, ISBN 987-95867-0-0. Santiago Arcos editor, 2003, ISBN 987-20374-4-2.
- Trento (fragmento), Eloísa Cartonera, 2003. Adriana Hidalgo editora, 2003, ISBN 987-9396-99-5.

### Ensayo
- "El poder de la parodia", en Varios Autores, La historia y la política en la ficción argentina, Santa Fe, Universidad Nacional del Litoral, 1995, ISBN 950-9840-66-1.
- "El gauchesco como arte bufo", en Varios Autores, Noé Jitrik y Julio Schvartzman (directores), Historia crítica de la literatura argentina. La lucha de los lenguajes, Volumen 2, Buenos Aires, Emecé, 2003, ISBN 950-04-2478-9. La primera versión de este trabajo fue publicada en el diario Tiempo Argentino, Buenos Aires, 23 de junio de 1985.
- Risa y tragedia en los poetas gauchescos, Emecé, 2008, ISBN 978-950-04-3104-0.
- Mezcolanza, a modo de memoria, Emecé, 2010, ISBN 978-950-04-3269-6. Incluye "Anna Livia Plurabelle" versión publicada anteriormente en Conjetural, revista psicoanalítica, N° 24, Buenos Aires, Sitio, mayo de 1992, en James Joyce. Versiones de Anna Livia Plurabelle y, también, en fascículo Casa de las Américas, año XXXVI, N° 203, La Habana, Cuba, abril-junio de 1996, en Letras. James Joyce | Leónidas Lamborghini.

### En antologías
- Rubén Chiade (selección), El ’60 poesía blindada, Antología, Buenos Aires, Ediciones de gente sur, 1990; «Hablando solo» y «Ciudad II» de La canción de Buenos Aires (Ciudad, 1968); «El letrista proscripto» de Las patas en las fuentes (Perspectivas, 1965).
- Hermida Mérega (directora), Antología literaria argentina y latinoamericana, Buenos Aires, Santillana, 2000; «La espada» de Las reescrituras (del Dock, 1996).
- Michael Smith (editor), Poetry Ireland review. Anthology of argentinian poetry, issue 73, Dublín, Poetry ireland Ltd, 2002; translated by Ema Coll: «City I», «City II», «City III», «City IV» from La canción de Buenos Aires (Ciudad, 1968). ISBN 1-902121-11-2
- Diana García Simón (Herausgegeben), Einen tango, bitte!, Frankfurt am Main, Fischer Taschenbuch Verlag, 2002; «Der geächtete Textdichter» de Las patas en las fuentes (Perspectivas, 1965). ISBN 3-596-15545-2.
- Heloisa Buarque de Hollanda | Jorge Monteleone (Selección | Selecao), Puentes | Pontes. Poesía argentina y brasileña contemporánea | Poesia argentina e brasileira contemporânea, Buenos Aires, Fondo de Cultura Económica de Argentina, 2003; traducción | traducao Renato Rezende: «El solicitante descolocado» | «O solicitante descolocado» , «El saboteador arrepentido» | «O sabotador arrependido» fragmentos de El solicitante descolocado (Libros de Tierra Firme, 1989); «Desierto (1)» | «Deserto (1)», «Desierto (2)» | «Deserto (2)», «Desierto (3)» | «Deserto (3)», «El cantor» | «O cantor», «Homo parodicus» | «Homo parodicus», «El fantasma» | «O fantasma» de Circus (Libros de Tierra Firme, 1986); «Eva Perón en la hoguera» | «Eva Perón na fogueira» (fragmentos II, VII, VIII y IX) de Partitas (Corregidor, 1972); «Una flor en la tormenta» | «Uma flor na tempestade» de Verme y 11 reescrituras de Discépolo (Sudamericana, 1988). ISBN 950557553X.
- Leónidas Lamborghini, Antología poética, Buenos Aires, Fondo Nacional de las Artes, 2006, ISBN 950-9807-94-X, ISBN 978-950-9807-94-5.
- Edgardo Zuain y Sabah Zouein (compiladores), Poéticas al encuentro. Poesía argentina y libanesa contemporánea, Buenos Aires, Tantalia, 2008; «El perro» y «Un suceso», de Encontrados en la basura (Paradiso, 2006).
- Jorge Monteleone (selección), 200 años de poesía argentina, Alfaguara, Buenos Aires, 2010; «Las patas en las fuentes» (fragmento) de El solicitante descolocado, poema en cuatro tiempos (Paradiso, 2008); «Eva Perón en la hoguera» (fragmento) de Partitas (Corregidor, 1972); «El cantor», «Desierto I», «Desierto II», «Desierto III» y «Homo parodicus» de Circus (Libros de Tierra Firme, 1986); «Seol» de Las reescrituras (del Dock, 1996). ISBN 978-987-04-1401-8.
- Daniel Samoilovich (compilador-compiler), Andrew Graham-Yooll (translator-traductor), Antología de la poesía argentina del siglo XX | Anthology of twentieth century argentine poetry, Comité Organizador para la Feria del Libro de Fráncfort (Argentina país Invitado de Honor) | Organizing Comittee for the Frankfurt Book Fair (Argentina Guest of Honour), Buenos Aires, Ministerio de Relaciones Exteriores, 2010; «Dados» | «Dice», «Hablando solo» | «Speaking to oneself», «Leyendo el diario» | «Reading de paper» de El solicitante descolocado, poema en cuatro tiempos | The misplaced petitioner, poem in four tenses (Paradiso, 2008); «Circus» | «Circus», «El recluso» | «The recluse» de Circus ' (Libros de Tierra Firme, 1986). ISBN 978-987-26185-3-7.
- Mathias de Breyne (compilador-traductor), Direct dans la mâchoire - Cross a la mandíbula, Editions Nuit Myrtide, Francia, 2011; «El riseñor» - «Le risieur» de El riseñor. ISBN 2-913192-95-5.

### Obra incluida en otras obras
- Silvia Jáuregui (directora), El libro del lenguaje y la comunicación 8, Educación General Básica, Buenos Aires, Estrada, 1999; «Ciudad III» de La canción de Buenos Aires (Ciudad, 1968).
- Idoia Llama, La reina del Plata, Breve guía literaria de Buenos Aires, Madrid, Phileas, 2006; «El jardín de los poetas», fragmento de El jardín de los poetas (Adriana Hidalgo, 1999).
- “Juegos”, en Varios Autores, Las palabras pueden. Los escritores y la infancia, Cali, UNICEF, 2007, ISBN 978-92-806-4160-8.
- “Resonancias de una risa”, en Varios Autores, Guillermo Korn (compilador), David Viñas (director), Literatura Argentina siglo XX. El peronismo clásico (1945-1955). Descamisados, gorilas y contreras, Tomo 4, Buenos Aires, Paradiso, 2007, ISBN 978-987-9409-81-7.

### Distinciones
- 1991. Premio Leopoldo Marechal. Otorgado por la Fundación Argentina para el Cono Sur.
- 1992. Premio Boris Vian por Odiseo Confinado.
- 2004. Diploma al Mérito Konex en Poesía: Quinquenio 1999 - 2003.[5]
- 2005. Premio Arturo Jauretche. Otorgado por el Instituto Superior “Dr. Arturo Jauretche”.